# Угуй
Угу́й — село в Усть-Таркском районе Новосибирской области. Административный центр Угуйского сельсовета.

## География
Площадь села — 83 гектаров.

## Население
| 2002 | 2007 | 2010 |
| ---- | ---- | ---- |
| 317  | ↘263 | ↗319 |

## Инфраструктура
В селе по данным на 2007 год функционируют 1 учреждение здравоохранения и 2 учреждения образования.